# Henning Jensen (skådespelare)
Henning Jensen, född 5 januari 1943, är en dansk skådespelare.

## Filmografi i urval
- 1985 – Jane Horney (TV-serie)
- 1987 – Hip hip hurra!
- 1989 – Flickan vid stenbänken (TV-serie)
- 1991 – Europa
- 1992 – Göingehövdingen (TV-serie)
- 1992 – Mörkläggning
- 1994 – Riket
- 1997 – Riket II
- 1997 – Barbara
- 2002–2003 – Nikolaj och Julie (TV-serie)
- 2004 – Krönikan (TV-serie)
- 2017 – Gisslantagningen (TV-serie)
- 2020 – When the Dust Settles (TV-serie)

## Utmärkelser
- Reumert för årets manliga huvudroll,  1999[2]
- Reumert för årets manliga huvudroll,  2005[2]
- Kommendör av Dannebrogorden,  3 december 2007[3]
- Lauritzen-priset,  2008[4]

[Redigera Wikidata]